# Intento de golpe de Estado en Alemania de 2022
El intento de golpe de Estado en Alemania de 2022 fue un suceso ocurrido el 7 de diciembre de 2022 cuando 25 miembros de un grupo terrorista de extrema derecha fueron detenidos por planear presuntamente un golpe de Estado en Alemania. El grupo denominado «Unión Patriótica» (en alemán: Patriotische Union) o «El Consejo» (alemán: Der Rat) es un grupo alemán de extrema derecha miembro del Movimiento Ciudadanos del Reich. El grupo pretende restablecer en Alemania un gobierno monárquico en la tradición del Imperio alemán. El grupo supuestamente quería provocar el caos y la guerra civil en Alemania para hacerse con el poder.
Más de 3.000 policías y fuerzas especiales registraron 130 localidades de toda Alemania. Realizaron varias detenciones, entre ellas la de Enrique Reuss, descendiente de la Casa de Reuss, también conocido como príncipe Enrique XIII, y la exdiputada de Alternativa para Alemania Birgit Malsack-Winkemann. En el grupo también había militares y policías en activo. La operación contra el grupo se considera la mayor de la historia de Alemania. El fiscal general Peter Frank declaró al grupo organización terrorista.

## Miembros
Se dijo que algunos de los aproximadamente más de 50 organizadores eran miembros del Movimiento Ciudadanos del Reich, un grupo de grupos de extrema derecha que rechazan la Alemania actual y quieren volver a la situación de la época del Imperio alemán (o "Segundo Reich" ), y que están asociados con la violencia y el antisemitismo. El grupo se dividió en áreas de responsabilidad. El Ministerio Público Federal tiene 52 sospechosos y arrestó a 25 de ellos.
La pandilla también incluía a varios exmiembros del Comando de Fuerzas Especiales (KSK), incluido un ex Sargento del Estado Mayor del Batallón de Paracaidistas de la Bundeswehr, Rüdiger von Pescatore. El GSG 9 registró un sitio del KSK en los cuarteles Graf Zeppelin cerca de Calw. Se suponía que Rüdiger von Pescatore lideraría el "brazo militar" del grupo. El Ministerio Público Federal describe a von P. junto con Heinrich Reuss como un "cabecilla". Se dice que Von Pescatore trató de reclutar policías y soldados. El Oberst Maximilian Eder también estuvo implicado.
Una abogada y jueza del estado de Berlín, Birgit Malsack-Winkemann, fue designada futura "ministra de Justicia". Fue miembro del Bundestag de 2017 a 2021 por Alternativa para Alemania (AfD) y arrestada el 7 de diciembre de 2022. El grupo incluía al menos a otro político de AfD; un concejal de AfD en Olbernhau. Otros miembros eran médicos y al menos uno era empresario.
Según Der Spiegel, el grupo "Unión Patriótica" tenía "una cantidad inusual de dinero" con la que habían comprado armas, pero también teléfonos satelitales. Una de las propiedades, Jagdschloss Waidmannsheil en Bad Lobenstein, perteneciente al cabecilla Reuss y allanada por la policía, sirve como dirección comercial de varias empresas vinculadas a la empresa de gestión de activos con sede en Londres Heinrich XIII. Prinz Reuss & Anderson & Peters Ltd.

## Ideología y objetivos
El objetivo del grupo era establecer un gobierno totalitario haciendo referencia al Imperio alemán. Desde noviembre de 2021 la red había estado planeando un ataque armado al Bundestag, así como detenciones públicas de políticos para provocar disturbios públicos. La "Unión Patriótica" asumió que partes de las autoridades de seguridad alemanas se habrían solidarizado con el grupo terrorista, lo que habría llevado a un "derrocamiento" y el grupo habría tomado el poder. Algunos conspiradores eran supuestamente seguidores de QAnon y negacionistas del COVID-19. El golpe planeado incluyó un asalto al Reichstag, el edificio del parlamento alemán, inspirado en el ataque al Capitolio de los Estados Unidos del 6 de enero de 2021.

## Investigaciones y detenciones

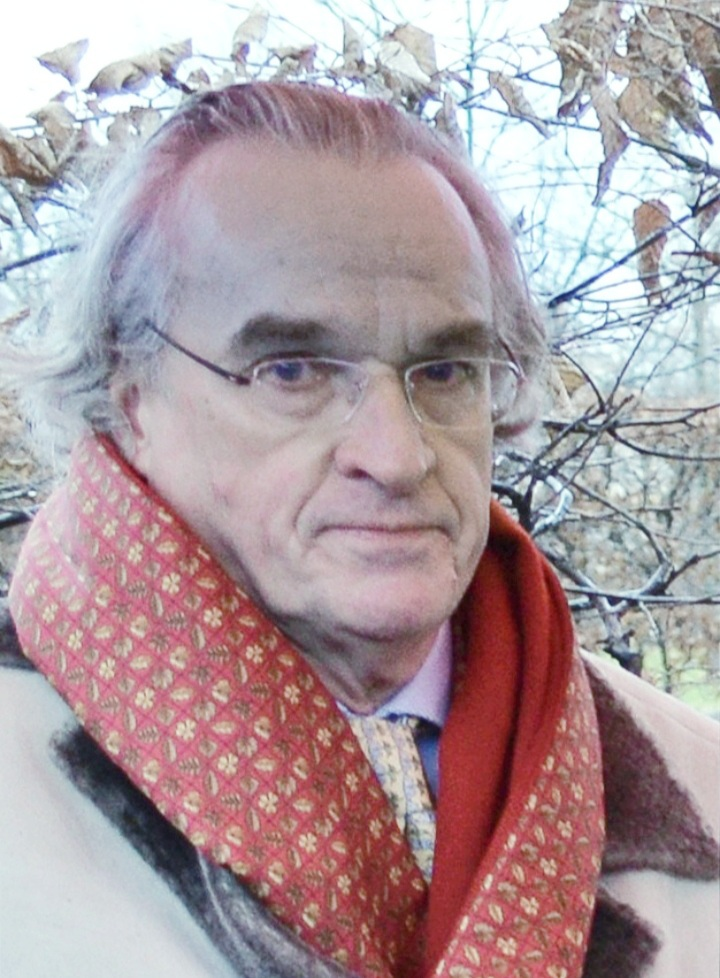
Heinrich Reuss (conocido como Príncipe Enrique XIII de Reuss), uno de los principales detenidos por participar en el plan.

Las autoridades policiales alemanas habían estado investigando al grupo desde la primavera de 2022. El grupo también está formado por partes del movimiento radical negacionista del COVID-19 Querdenken. Reuss fue el punto de partida de las investigaciones, que terminaron siendo realizadas por la Oficina Federal de Investigación Criminal (BKA) bajo el nombre de “Sombra”. Además, se involucraron varias oficinas estatales de investigación criminal y autoridades estatales para la protección de la constitución. Las autoridades alemanas afirmaron que el golpe había sido planeado desde noviembre de 2021 y habría sido un derrocamiento violento y terrorista del gobierno actual. La policía supo de ellos por primera vez en abril de 2022, cuando arrestaron a miembros de los llamados "Patriotas Unidos" que planeaban el presunto secuestro del Ministro Federal de Salud Karl Lauterbach. En septiembre de 2022, comenzaron con el estrecho seguimiento de 52 sospechosos.
Alrededor de 3000 policías participaron en las operaciones para arrestar a los conspiradores, que provenían principalmente de los estados del sur de Alemania, Baviera y Baden-Württemberg, pero también había personas en otros 9 estados alemanes y en Austria e Italia. También arrestaron a una mujer rusa y los conspiradores supuestamente planearon cooperar con Rusia, pero un portavoz de la embajada rusa en Berlín negó cualquier participación.

## Juicio
En diciembre de 2023, se anunciaron cargos de fundación, adhesión y apoyo a una organización terrorista contra 27 conspiradores. Un total de 69 personas son consideradas imputadas en el caso.

## Reacciones
- Alemania: La ministra del Interior, Nancy Faeser anunció que las autoridades responderán con toda la fuerza de la ley "contra los enemigos de la democracia".[16]
- Rusia: El portavoz del Kremlin, Dmitri Peskov, negó la participación del gobierno ruso.[17]
- Estados Unidos: La secretaria de prensa de la Casa Blanca, Karine Jean-Pierre, anunció que el gobierno federal de los Estados Unidos estaba listo para ayudar al gobierno alemán a combatir el extremismo.[18]